# Liolaemus rothi
Liolaemus rothi este o specie de șopârle din genul Liolaemus, familia Tropiduridae, descrisă de Koslowsky 1898. Conform Catalogue of Life specia Liolaemus rothi nu are subspecii cunoscute.